# Silke Jönßon
Silke Jönßon, auch Silke Jönsson, ist eine ehemalige deutsche Handballspielerin.

## Werdegang
Jönßon begann 1970 in Glückstadt mit dem Handballsport und spielte dann für den MTV Herzhorn in der Regionalliga. Die Rückraumspielerin, deren Urgroßvater aus Schweden stammte, wurde Juniorennationalspielerin, Ende Februar 1979 bestritt sie ihr erstes A-Länderspiel für die deutsche Nationalmannschaft.
Mit dem MTV Herzhorn gelang ihr 1981 an der Seite ihrer Schwester Kerstin Jönßon der Bundesliga-Aufstieg. In der Bundesliga stand Jönsson später in Diensten von Bayer Leverkusen sowie des VfL Engelskirchen.